# Wappen der Provinz Cuenca

Wappen der Provinz Cuenca seit dem 31. Oktober 1975

Das Wappen der Provinz Cuenca wurde am 20. September 1975 von der Abgeordnetenversammlung der Provinz angenommen und am 31. Oktober 1975 per Dekret durch Juan Carlos de Borbón in seiner Funktion als Príncipe de España bestätigt.

## Beschreibung
In der Heraldik werden die Bezeichnungen rechts und links grundsätzlich aus der Sicht der Person verwendet, die den Schild vor sich her tragen würde, also entgegengesetzt zur Sicht des Betrachters.
Das Wappen der Provinz Cuenca besitzt einen quadrierten Wappenschild, dessen erstes Feld wiederum quadriert ist. Hier stehen rechts oben und links unten jeweils in Rot ein goldenes, schwarz vermauertes Kastell mit blauen Tür- und Fensteröffnungen und links oben sowie rechts unten jeweils in Gold ein rot bewehrter und gezungter, golden gekrönter, aufrechter Löwe. Das zweite Feld zeigt in Rot einen goldenen Kelch, über dem ein silberner, achtzackiger Stern schwebt. Im dritten Feld steht in Silber eine grüne, entwurzelte Kiefer und im vierten Feld in Blau ein goldenes Buch, das in schwarzen Lettern den Titel "FUERO DE CUENCA" trägt.
Der Schild wird von einer goldenen Kartusche im Barockstil eingerahmt, auf ihm ruht die geschlossene Königskrone Spaniens.

## Historische Herkunft der Wappenbestandteile
Während der Regierungszeit Alfons VIII. wurde das goldene Kastell, meist auf rotem Grund, zwischen 1171 und 1176 das Symbol für das Königreich Kastilien. Der ungewöhnliche rote Löwe auf goldenem Grund soll eine Anspielung auf das angeblich vom Reich der Westgoten geführte Wappen sein und daher die Kontinuität des Regierungsanspruchs der kastilischen Könige unterstreichen.
Das rote Feld mit dem silbernen Stern über dem goldenen Kelch zeigt das Wappen, das der Stadt Cuenca von Alfons VIII. nach ihrer Eroberung von den Mauren verliehen wurde. Die Belagerung zur Rückeroberung von Cuenca begann am 6. Januar 1177, dem Tag der Verehrung der Heiligen Drei Könige, die dem Stern von Bethlehem gefolgt waren. Die Einnahme der Stadt erfolgte schließlich am 21. September 1177, dem Festtag des Evangelisten Matthäus. Dessen traditionelles Symbol sei der Kelch wegen der Bibelstelle Mt 26,28, wo Matthäus als einziger Evangelist bei der Einsetzung des Abendmahls die Perikope anfügt „Blut, das vergossen wird zur Vergebung der Sünden“.
Die grüne Kiefer steht für den „Pino Abuelo“, eine etwa 500 Jahre alte Schwarzkiefer (Pinus nigra), im heutigen Monumento Natural de Palancares, die ein Symbol des Berglands um Cuenca geworden ist.
Das "FUERO DE CUENCA" (Gesetzessammlung von Cuenca) betitelte Buch steht für das Sammelwerk von Gesetzen und Regeln, welches der Einwohnerschaft von Cuenca bestimmte Privilegien verlieh und von Alfons VIII. 1177, unmittelbar nach der Eroberung, der Stadt zugestanden wurde. Dazu gehörten Selbstregierung der Stadt, gesetzlicher Schutz, Freistellung von bestimmten Steuern und Abgaben sowie Freiheit des Handels.

## Vorgängerversionen
Am 22. April 1963 erschien eine abgewandelte Version des heutigen Provinzwappens als 16. Briefmarke in der Serie Escudos provinciales españoles. Die Unterschiede zur heutigen Version sind folgende: Alle vier Felder der Quadrierung rechts oben sind golden, die Kiefer im dritten Feld steht auf blauem statt auf silbernem Grund und das goldene Buch im vierten Feld befindet sich statt auf blauem auf purpurnem Untergrund.
Auch aus dem Jahr 1876 ist bereits ein Provinzwappen bekannt, das aber noch keine rechtliche Legitimation erfahren hatte. Auf dem Titelblatt eines Exemplars des Diccionario de la Administración Española von Marcelo Martínez Alcubilla findet sich ein Wappen, das ebenfalls dem heutigen stark ähnelt, nur dass das dritte und das vierte Feld (Kiefer und Fuero de Cuenca) in ihrer Anordnung miteinander vertauscht sind.